# Portugals ishockeyforbund
Portugals ishockeyforbund (portugisisk: Federação Portuguesa de Desportos no Gelo) er det styrende organ for ishockey i Portugal. De blev medlem af IIHF den 13. maj 1999.